# Andle Stone

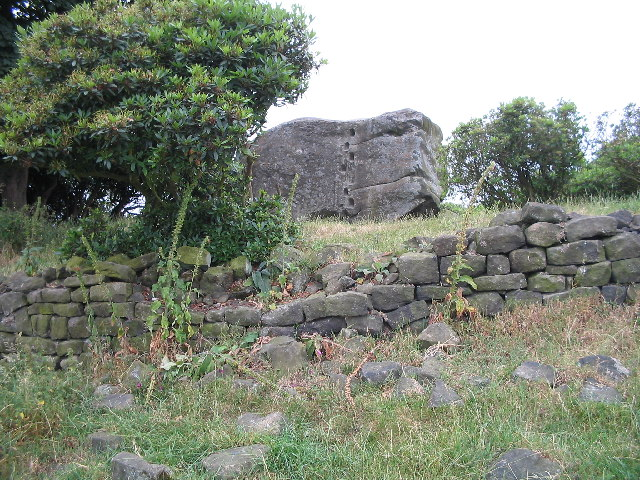
Andle Stone

Der Andle Stone (auch Anvil Stone, Oundle Stone oder Towopenny Loaf genannt) ist ein etwa 5,0 m hoher, 4,5 m langer Sandstein-Aufschluss bei Birchover, unweit des Doll Tor auf dem Stanton Moor im Peak District in Derbyshire in England.
Der Stein ist mit Graffiti und Cup-and-Ring-Markierungen bedeckt. Es gibt Trittlöcher, um einen leichteren Zugang zu den Ritzungen auf der Oberseite des Steins zu ermöglichen.